# Sommer-Paralympics 2008/Teilnehmer (Ägypten)
| stlisierte Goldmedaille | stlisierte Silbermedaille | stlisierte Bronzemedaille |
| ----------------------- | ------------------------- | ------------------------- |
| 4                       | 4                         | 4                         |

Ägypten nahm mit 36 Sportlern an den Sommer-Paralympics 2008 im chinesischen Peking teil.
Fahnenträger war der Powerlifter Metwaly Ibrahim Mathna. Zehn von den insgesamt zwölf gewonnenen Medaillen wurden im Powerlifting erkämpft.

## Teilnehmer nach Sportart

### Leichtathletik
Männer
- Mahmoud Abdelsemia
- Mohamed Roshdy Beshta
- Machmoud Ramadan Elattar, 1×  (Speerwerfen, Klasse F57/58)
- Yaser Abdelaziz Elsayed, 1×  (Speerwerfen, Klasse F55/56)
- Mohamed Mohamed Ramadan

### Powerlifting (Bankdrücken)
Frauen
- Heba Said Ahmed, 1×  (Klasse bis 82,50 kg)
- Nadia Mohamed Ali, 1×  (Klasse über 82,50 kg)
- Randa Tageldin Mohamed, 1×  (Klasse bis 75 kg)
- Rania Alaa Eldin Morshedi
- Fatma Omar Omar, 1×  (Klasse bis 56 kg)
- Amal Mahmoud Osman, 1×  (Klasse bis 60 kg)
- Zeinab Sayed Oteify, 1×  (Klasse bis 44 kg)

Männer
- Hany Mohsen Abd Elhady
- Mohamed Elsayed Ahmed
- Mohamed Sobhy Elelfat
- Osama Elserngawy, 1×  (Klasse bis 52 kg)
- Abd Elmonem Salah Farag
- Shaban Yehia Ibrahim, 1×  (Klasse bis 60 kg)
- Metwaly Ibrahim Mathna, 1×  (Klasse bis 67,50 kg)
- Sherif Othman Othman, 1×   (Klasse bis 56 kg)

### Sitzvolleyball
| Männer |
| --- |
| - Ashraf Zaghloul Abd Alla - Moamed Abd Elaal - Rezek Abd Ellatif - Abdel Nabi Hassan Abdel-Latif - Mohamed A. Abouelyazeid - Taher Adel Elbahaey - Hesham Salah Elshwikh - Mohamed Abd Elhamed Emara - Salah Atta Hassanein - Hossam Massoud Massoud - El Saad Mossa - Ahmed Mohamed Soliman |

### Tischtennis
Frauen
- Faiza Mahmoud Afify
- Angham Medhat Maghraby

Männer
- Sameh Saleh
- Sayed Mohamed Youssef